# Anatahan
Anatahan – wulkaniczna wyspa na Oceanie Spokojnym w archipelagu Marianów. Jest częścią okręgu administracyjnego Northern Islands Marianów Północnych. Wyspa Anatahan przez pewien okres była zamieszkana, jednak od lat dziewięćdziesiątych XX wieku pozostaje opuszczona z powodu wzrostu zagrożenia erupcjami wulkanicznymi. Do pierwszego historycznie odnotowanego wybuchu stratowulkanu doszło w roku 2003, a jego skutkiem było utworzenie nowego krateru wewnątrz wschodniej kaldery. Anatahan położona jest 60 km (32 Mm) na północny zachód od Farallon de Medinilla i 120 km (65 Mm) na północ od Saipanu.

## Geografia
Anatahan ma kształt wydłużonej elipsy o długości około 9 km i szerokości 4 km. Powierzchnia całkowita wynosi 33,9 km². Wyspa jest wierzchołkiem stratowulkanu, który wznosi się 790 m nad poziom morza, a ponad 2300 m nad dnem oceanu.  
Dzisiejszy szczyt wulkanu to kaldera o szerokości 2,3 km; dzieli się na część wschodnią i zachodnią, przy czym część wschodnia jest niższa o około 250 m od zachodniej. Roślinność porastająca jęzory lawy wskazuje, że Anatahan jest wyspą dość młodą, powstałą w epoce holocenu. W kwietniu 1990 roku, po serii wstrząsów i aktywizacji fumaroli, co wskazywało na możliwość erupcji wulkanu w najbliższym czasie, mieszkańcy wyspy zostali ewakuowani na Saipan, ale wybuch nie nastąpił. Kolejna seria wstrząsów miała miejsce w maju 1992 roku. Do pierwszej historycznie erupcji doszło natomiast w maju 2003 roku, kiedy to nastąpił potężny wybuch o sile 4 stopni w skali VEI, tworząc nowy krater we wschodniej części kaldery. Słup dymu i pyłu wzniósł się na wysokość 12 km poważnie utrudniając komunikację lotniczą z Saipanem i Guam.
Najnowsza erupcja nastąpiła w 2007 i trwała do 2008 roku.

## Historia
Pierwszym Europejczykiem, który ujrzał wyspę w październiku 1543 roku i umieścił ją na mapach, był hiszpański żeglarz Bernardo de la Torre, który na pokładzie karaki „San Juan de Letrán” próbował wrócić z Sarangani do Nowej Hiszpanii. W tym czasie na wyspie znajdowała się osada Czamorro. W 1695 roku krajowcy zostali siłą przesiedleni na Saipan, a trzy lata później na Guam. Hiszpanie założyli plantację palm kokosowych dla pozyskiwania kopry. W samym tylko 1884 roku wywieziono z wyspy około 125 ton tego surowca.
Gdy w roku 1899 Hiszpania sprzedała Mariany Północne Cesarstwu Niemieckiemu Anatahan administracyjnie stała się częścią protektoratu Nowa Gwinea Niemiecka. Raport z roku 1901 donosił, że wyspa była niezamieszkana, i że została wynajęta prywatnej, niemiecko-japońskiej spółce, Pagan Society, która zamierzała produkować koprę na większą skalę. Jednakże przez wyspę przeszły w latach 1905 i 1907 potężne tajfuny, które zniszczyły plantację i doprowadziły spółkę do bankructwa. Niemniej koprę produkowano nadal, choć na znacznie mniejszą skalę. 
Gdy wybuchła I wojna światowa, Anatahan znalazła się pod kontrolą Japonii, która zarządzała nią jako mandatem Ligi Narodów. W czerwcu 1944 roku na wyspie znalazło schronienie około trzydziestu rozbitków z trzech zatopionych japońskich statków. Po zakończeniu II wojny światowej Amerykanie ewakuowali z wyspy 45 krajowców nie wiedząc, że w wysokich trawach kaldery ukrywają się rozbitkowie, którzy nie uwierzyli w zakończenie wojny. Do roku 1950 wyspą władała Kazuko Higa, jedyna wśród rozbitków kobieta, którą prasa nazwała później „królową pszczół”. Objęła ona rządy po śmierci swojego poprzednika i męża, Kikuichiro Higa. Higa żyła z haremem pięciu mężczyzn, ale gdy dwunastu Japończyków poniosło śmierć w niejasnych okolicznościach (niektórzy być może w walce o jej względy), postanowiła wydostać się z wyspy. Skorzystała z okazji, jaką był amerykański okręt i została przewieziona na rodzinną Okinawę. Pozostali rozbitkowie poddali się ostatecznie Amerykanom w czerwcu 1952 roku. 
Media rozpowszechniły tę historię, przedstawiając wyspę jako miejsce seksu i krwawych porachunków, a w roku 1953 Josef von Sternberg nakręcił film The Saga of Anatahan. W 1954 roku jeden z rozbitków, Michiro Maruyama, napisał książkę Anatahan Island of the Unfortunates, w której podjął próbę odparcia oskarżeń. Japońska pisarka, Natsuo Kirino, opublikowała w 2008 roku książkę pt.: Tōkyō-jima ("Wyspa Tokio"). Jest ona swobodnie oparta na wydarzeniach na Anatahan, którą autorka nazywa właśnie "Wyspą Tokio". Książka doczekała się ekranizacji w roku 2010 pod tytułem Tokyo Island.
Po wojnie wyspa znalazła się w zarządzanym przez Stany Zjednoczone terytorium Powiernicze Wyspy Pacyfiku. Od roku 1978 Anatahan, podobnie jak inne Northern Islands, należy do terytorium nieinkorporowanego Marianów Północnych USA.